# Katherine Ortiz
Katherine Ortiz (16 de febrero de 1991) es una futbolista ecuatoriana. Juega de defensa y su club actual es el Rocafuerte Fútbol Club del Campeonato Ecuatoriano de Fútbol Femenino.

## Selección nacional
Ha sido internacional con la Selección femenina de fútbol de Ecuador.

### Participaciones en Copas del Mundo
| Mundial                                 | Sede   | Resultado    | Partidos | Goles |
| --------------------------------------- | ------ | ------------ | -------- | ----- |
| Copa Mundial Femenina de Fútbol de 2015 | Canadá | Primera Fase | 3        | 0     |